# A Csizmás, a kandúr kalandjai epizódjainak listája
Ez a lap a Csizmás, a kandúr kalandjai című sorozat epizódjainak listáját tartalmazza.

## Évados áttekintés
| Évad | Évad | Epizódok | Epizódok | Eredeti sugárzás   | Eredeti sugárzás     | Magyar sugárzás    | Magyar sugárzás    |
| Évad | Évad | Epizódok | Epizódok | Évadpremier        | Évadfinálé           | Évadpremier        | Évadfinálé         |
| ---- | ---- | -------- | -------- | ------------------ | -------------------- | ------------------ | ------------------ |
|      | 1    | 15       | 15       | 2015. január 16.   | 2015. szeptember 28. | 2017. november 11. | 2017. november 23. |
|      | 2    | 11       | 11       | 2015. december 11. | 2015. december 11.   | 2017. november 24. | 2017. december 4.  |
|      | 3    | 13       | 13       | 2016. július 15.   | 2016. július 15.     | 2018. január 26.   | 2018. február 7.   |
|      | 4    | 13       | 13       | 2016. december 16. | 2016. december 16.   | 2018. február 8.   | 2018. február 20.  |
|      | 5    | 13       | 13       | 2017. július 28.   | 2017. július 28.     | 2018. május 1.     | 2018. május 14.    |
|      | 6    | 13       | 13       | 2018. január 26.   | 2018. január 26.     | 2018. május 15.    | 2018. május 27.    |

## Epizódok

### 1. évad
| #   | #   | Eredeti cím | Magyar cím   | Rendező                       | Író                     | Eredeti premier      | Magyar premier     |
| --- | --- | ----------- | ------------ | ----------------------------- | ----------------------- | -------------------- | ------------------ |
| 1.  | 1.  | Hidden      | Elrejtve     | Luther McLaurin & Lane Lueras | Doug Langdale           | 2015. január 16.     | 2017. november 11. |
| 2.  | 2.  | Sphinx      | Szfinx       | Lane Lueras                   | Doug Langdale           | 2015. január 16.     | 2017. november 11. |
| 3.  | 3.  | Brothers    | Testvérek    | Lane Lueras                   | Greg White              | 2015. január 16.     | 2017. november 12. |
| 4.  | 4.  | Duchess     | Hercegnő     | David Mucci Fassett           | Jesse Porter            | 2015. január 16.     | 2017. november 12. |
| 5.  | 5.  | Adventure   | Kaland       | Luther McLaurin               | Ben Acker & Ben Blacker | 2015. január 16.     | 2017. november 13. |
| 6.  | 6.  | Fountains   | Források     | Douglas Lovelace              | Doug Langdale           | 2015. május 8.       | 2017. november 14. |
| 7.  | 7.  | Bravery     | Bátorság     | David Mucci Fassett           | Greg White              | 2015. május 8.       | 2017. november 15. |
| 8.  | 8.  | Golem       | Gólem        | Luther McLaurin               | Jesse Porter            | 2015. május 8.       | 2017. november 16. |
| 9.  | 9.  | Boots       | Csizmák      | Roy Burdine                   | Tad Stones              | 2015. május 8.       | 2017. november 17. |
| 10. | 10. | Sword       | Kard         | David Mucci Fassett           | Ben Acker & Ben Blacker | 2015. május 8.       | 2017. november 18. |
| 11. | 11. | Mouse       | Az egér      | Roy Burdine                   | Candie Kelty Langdale   | 2015. szeptember 28. | 2017. november 19. |
| 12. | 12. | Goblin      | A kobold     | Douglas Lovelace              | Jesse Porter            | 2015. szeptember 28. | 2017. november 20. |
| 13. | 13. | Star        | A csillag    | Roy Burdine                   | Julia Yorks             | 2015. szeptember 28. | 2017. november 21. |
| 14. | 14. | Pigs        | Malacok      | Mucci Fassett                 | Greg White              | 2015. szeptember 28. | 2017. november 22. |
| 15. | 15. | Luck        | Balszerencse | Mucci Fassett                 | Ben Acker & Ben Blacker | 2015. szeptember 28. | 2017. november 23. |

### 2. évad
| #   | #   | Eredeti cím | Magyar cím | Rendező          | Író                     | Eredeti premier    | Magyar premier     |
| --- | --- | ----------- | ---------- | ---------------- | ----------------------- | ------------------ | ------------------ |
| 16. | 1.  | Dragon      | Sárkány    | Douglas Lovelace | Greg White              | 2015. december 11. | 2017. november 24. |
| 17. | 2.  | Moles       | Vakondok   | Roy Burdine      | Doug Langdale           | 2015. december 11. | 2017. november 25. |
| 18. | 3.  | Mermaid     | Hableány   | Ben Juwono       | Greg White              | 2015. december 11. | 2017. november 26. |
| 19. | 4.  | Bees        | Méhek      | Roy Burdine      | Candie Kelty Langdale   | 2015. december 11. | 2017. november 27. |
| 20. | 5.  | Squad       | Csapat     | Douglas Lovelace | Jesse Porter            | 2015. december 11. | 2017. november 28. |
| 21. | 6.  | Spells      | Varázslat  | Ben Juwono       | Ben Acker & Ben Blacker | 2015. december 11. | 2017. november 29. |
| 22. | 7.  | Scimitar    | Handzsár   | Douglas Lovelace | Jesse Porter            | 2015. december 11. | 2017. november 30. |
| 23. | 8.  | Stories     | Sztorizás  | Roy Burdine      | Ben Acker & Ben Blacker | 2015. december 11. | 2017. december 1.  |
| 24. | 9.  | Sphere      | Gömb       | Douglas Lovelace | Jesse Porter            | 2015. december 11. | 2017. december 2.  |
| 25. | 10. | Si          | Si         | Ben Juwono       | Greg White              | 2015. december 11. | 2017. december 3.  |
| 26. | 11. | No?         | No         | Jim Hul          | Doug Langdale           | 2015. december 11. | 2017. december 4.  |

### 3. évad
| #   | #   | Eredeti cím    | Magyar cím        | Rendező           | Író                     | Eredeti premier  | Magyar premier   |
| --- | --- | -------------- | ----------------- | ----------------- | ----------------------- | ---------------- | ---------------- |
| 27. | 1.  | Bootless Cries | Csizmátlan Kandúr | Johnny Castuciano | Greg White              | 2016. január 15. | 2018. január 26. |
| 28. | 2.  | Sullen Earth   | Sivár föld        | Johnny Castuciano | Greg White              | 2016. január 15. | 2018. január 27. |
| 29. | 3.  | Ugly Duckling  | Rút kiskacsa      | Jim Hull          | Julia Yorks             | 2016. január 15. | 2018. január 28. |
| 30. | 4.  | The Muscle     | Az izom           | Ben Juwono        | Jesse Porter            | 2016. január 15. | 2018. január 29. |
| 31. | 5.  | Sword's Man    | Kardforgató       | Ben Juwono        | Ben Acker & Ben Blacker | 2016. január 15. | 2018. január 30. |
| 32. | 6.  | Escape Goat    | Szökött bűnbak    | Johnny Castuciano | Candie Langdale         | 2016. január 15. | 2018. január 31. |
| 33. | 7.  | Copy Cat       | Macska másolat    | Jim Hull          | Jesse Porter            | 2016. január 15. | 2018. február 1. |
| 34. | 8.  | Coin Toss      | Fej vagy írás     | Jim Hull          | Jesse Porter            | 2016. január 15. | 2018. február 1. |
| 35. | 9.  | King Pickles   | Uborkás király    | Johnny Castuciano | Ben Acker & Ben Blacker | 2016. január 15. | 2018. február 3. |
| 36. | 10. | Pirate Booty   | Kalóz zsákmány    | Jim Hull          | Ben Acker & Ben Blacker | 2016. január 15. | 2018. február 4. |
| 37. | 11. | Cat Fish       | Macskahal         | Ben Juwono        | Greg White              | 2016. január 15. | 2018. február 5. |
| 38. | 12. | Parrot Booty   | Papagáj zsákmány  | Johnny Castuciano | Jesse Porter            | 2016. január 15. | 2018. február 6. |
| 39. | 13. | Skeleton Town  | Csontváz város    | Ben Juwono        | Ben Acker & Ben Blacker | 2016. január 15. | 2018. február 7. |

### 4. évad
| #   | #   | Eredeti cím      | Magyar cím         | Rendező           | Író                     | Eredeti premier    | Magyar premier    |
| --- | --- | ---------------- | ------------------ | ----------------- | ----------------------- | ------------------ | ----------------- |
| 40. | 1.  | Familiar Feeling | Ismerős familiáris | Ben Juwono        | Candie Kelty Langdale   | 2016. december 16. | 2018. február 8.  |
| 41. | 2.  | In Dreams        | Álmaidban          | Johnny Castuciano | Ben Acker & Ben Blacker | 2016. december 16. | 2018. február 9.  |
| 42. | 3.  | Fluteus Maximus  | Fluteus Maximus    | Jim Hull          | Jesse Porter            | 2016. december 16. | 2018. február 10. |
| 43. | 4.  | Prey Time        | Vadászidény        | Ben Juwono        | Julia Yorks             | 2016. december 16. | 2018. február 11. |
| 44. | 5.  | Written By       | Írta               | Roy Burdine       | Jesse Porter            | 2016. december 16. | 2018. február 13. |
| 45. | 6.  | Breaking Good    | Totál jóság        | Johnny Castuciano | Greg White              | 2016. december 16. | 2018. február 12. |
| 46. | 7.  | Fancy Beast      | Sikkes szörny      | Ben Juwono        | Jesse Porter            | 2016. december 16. | 2018. február 14. |
| 47. | 8.  | Titan Up         | Tintánság          | Roy Burdine       | Julia Yorks             | 2016. december 16. | 2018. február 15. |
| 48. | 9.  | Boar Games       | Vad játékok        | Johnny Castuciano | Jesse Porter            | 2016. december 16. | 2018. február 16. |
| 49. | 10. | Small Change     | Apró változás      | Ben Juwono        | Julia Yorks             | 2016. december 16. | 2018. február 17. |
| 50. | 11. | Little Lamb      | Bárányka           | Roy Burdine       | Jesse Porter            | 2016. december 16. | 2018. február 18. |
| 51. | 12. | The Obelisk      | Az Obeliszk        | Johnny Castuciano | Greg White              | 2016. december 16. | 2018. február 19. |
| 52. | 13. | The Bloodwolf    | A Vérfarkas        | Ben Juwono        | Doug Langdale           | 2016. december 16. | 2018. február 20. |

### Interaktív különkiadás
| #  | Eredeti cím                           | Magyar cím        | Rendező      | Író        | Eredeti premier  | Magyar premier |
| -- | ------------------------------------- | ----------------- | ------------ | ---------- | ---------------- | -------------- |
| 1. | Puss in Book: Trapped in an Epic Tale | Könyves, a kandúr | Dan Forgione | Greg White | 2017. június 17. |                |

### 5. évad
| #   | #   | Eredeti cím                 | Magyar cím              | Rendező           | Író                   | Eredeti premier  | Magyar premier  |
| --- | --- | --------------------------- | ----------------------- | ----------------- | --------------------- | ---------------- | --------------- |
| 53. | 1.  | Second to One               | A második.              | Dan Forgione      | Greg White            | 2017. július 28. | 2018. május 1.  |
| 54. | 2.  | Not a Drill                 | Nem gyakorlat           | Roy Burdine       | Julia Yorks           | 2017. július 28. | 2018. május 3.  |
| 55. | 3.  | Caballo Sin Cabeza          | Caballo sin Cabeza      | Johnny Castuciano | Jesse Porter          | 2017. július 28. | 2018. május 4.  |
| 56. | 4.  | My Fair Demon               | A démon nem jár egyedül | Dan Forgione      | Julia Yorks           | 2017. július 28. | 2018. május 5.  |
| 57. | 5.  | Too Many Cats               | Túl sok macska          | Roy Burdine       | Jesse Porter          | 2017. július 28. | 2018. május 6.  |
| 58. | 6.  | Before They Hatch           | Mielőtt kikelnek        | Johnny Castuciano | Candie Kelty Langdale | 2017. július 28. | 2018. május 7.  |
| 59. | 7.  | The Iceman Melteth          | A jégszörny             | Roy Burdine       | Jesse Porter          | 2017. július 28. | 2018. május 8.  |
| 60. | 8.  | Swine and Roses             | Sértés és rózsák        | Dan Forgione      | Julia Yorks           | 2017. július 28. | 2018. május 9.  |
| 61. | 9.  | The Great Stink             | A nagy bűz              | Dan Forgione      | Michael Rhea          | 2017. július 28. | 2018. május 10. |
| 62. | 10. | Dances with Dingoes         | Dingókkal táncoló       | Roy Burdine       | Jesse Porter          | 2017. július 28. | 2018. május 11. |
| 63. | 11. | Remember Me Not             | Ne nefeljcs             | Johnny Castuciano | Julia Yorks           | 2017. július 28. | 2018. május 12. |
| 64. | 12. | Through Caverns Measureless | Roppant barlangokon át  | Johnny Castuciano | Greg White            | 2017. július 28. | 2018. május 13. |
| 65. | 13. | A Savage Place              | Mentsd meg a várost     | Dan Forgione      | Doug Langdale         | 2017. július 28. | 2018. május 14. |

### 6. évad
| #   | #   | Eredeti cím                | Magyar cím             | Rendező           | Író                         | Eredeti premier  | Magyar premier  |
| --- | --- | -------------------------- | ---------------------- | ----------------- | --------------------------- | ---------------- | --------------- |
| 66. | 1.  | Save the Town              | Mentsd meg a várost!   | Roy Burdine       | Jesse Porter                | 2018. január 26. | 2018. május 15. |
| 67. | 2.  | Save the Cat               | Mentsd meg a macskát!  | Johnny Castuciano | Julia Yorks                 | 2018. január 26. | 2018. május 16. |
| 68. | 3.  | Lost and Foundlings        | Zárvaház               | Dan Forgione      | Jesse Porter                | 2018. január 26. | 2018. május 17. |
| 69. | 4.  | The Scarlet Panther        | A skarlát párduc       | Johnny Castuciano | Julia Yorks                 | 2018. január 26. | 2018. május 18. |
| 70. | 5.  | Pajuna Serves Spirits      | HAL-áli szellemek      | Bob Suarez        | Michael Rhea                | 2018. január 26. | 2018. május 19. |
| 71. | 6.  | One Last Jobs              | Még egy utolsó melók   | Johnny Castuciano | Jesse Porter                | 2018. január 26. | 2018. május 20. |
| 72. | 7.  | Like a Fox                 | Akár egy róka          | Bob Suarez        | Julia Yorks                 | 2018. január 26. | 2018. május 21. |
| 73. | 8.  | Not a Date                 | Nem randi              | Bob Suarez        | Jesse Porter és Julia Yorks | 2018. január 26. | 2018. május 22. |
| 74. | 9.  | Flock the Boat             | Hajóra fel!            | Dan Forgione      | Eduardo Penna               | 2018. január 26. | 2018. május 23. |
| 75. | 10. | All Hail, Puss!            | Éljen Kandúr           | Dan Forgione      | Greg White                  | 2018. január 26. | 2018. május 24. |
| 76. | 11. | The Moving Finger Writes   | A mozgó ujj ír         | Johnny Castuciano | Doug Langdale               | 2018. január 26. | 2018. május 26. |
| 77. | 12. | And, Having Writ, Moves On | És végezvén tovább áll | Dan Forgione      | Doug Langdale               | 2018. január 26. | 2018. május 27. |